# 瓦良卡區 (博洛涅西省)

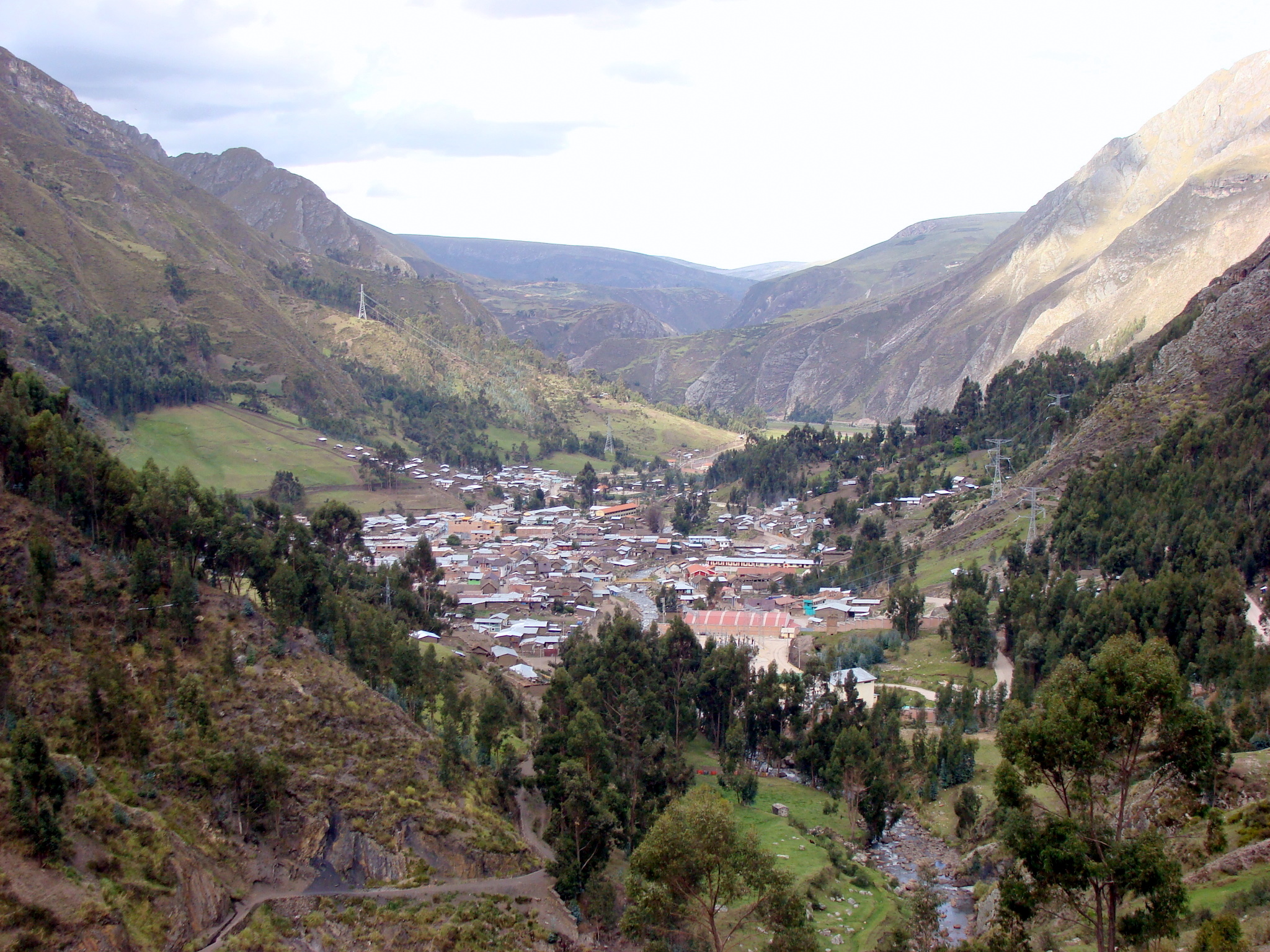

瓦良卡區（西班牙語：Distrito de Huallanca），是秘魯的一個區，位於該國北部安卡什大區的博洛涅西省，始建於1857年1月2日，面積873.39平方公里，海拔高度1,840米，2005年人口6,353，人口密度為每平方公里7.3人。
9°52′48″S 76°57′36″W / 9.88000°S 76.96000°W